# Mistrovství světa v ledním hokeji 2021 (Divize II)
II. divize Mistrovství světa v ledním hokeji 2021 se měla hrát v Pekingu v Číně od 10. do 16. dubna 2021 a v Reykjavíku na Islandu od 18. do 24. dubna 2021. 18. listopadu 2020 byl tento turnaj kvůli pandemii covidu-19 zrušen.

## Herní systém
V divizi II mělo hrát 12 týmů. Ty měly být rozděleny do skupiny A s šesti týmy a rovněž šestičlenné skupiny B. První tým skupiny A měly postoupit do skupiny B I. divize, poslední měl sestoupit do skupiny B II. divize. Vítěz skupiny B měl postoupit do skupiny A II. divize, poslední z této skupiny měl sestoupit do III. divize.

## Skupina A
Turnaj se měl uskutečnit od 10. do 16. dubna 2021 v Pekingu.
| Tým        | Kvalifikace                                      |
| ---------- | ------------------------------------------------ |
| Nizozemsko | 6. místo v Divizi I - skupině B 2019 a sestup    |
| Chorvatsko | 2. místo v Divizi II - skupině A 2019            |
| Austrálie  | 3. místo v Divizi II - skupině A 2019            |
| Španělsko  | 4. místo v Divizi II - skupině A 2019            |
| Čína       | Pořadatel, 5. místo v Divizi II - skupině A 2019 |
| Izrael     | 1. místo v Divizi II - skupině B 2019 a postup   |

### Výsledky
|  | Jeden tým postupující do skupiny B divize I |
|  | Jeden tým sestupující do skupiny B          |

### Tabulka
| Poř. | Tým        | Z | V | VP | PP | P | GV | GI | +/- | B |
| ---- | ---------- | - | - | -- | -- | - | -- | -- | --- | - |
| 1.   | Nizozemsko | 0 | 0 | 0  | 0  | 0 | 0  | 0  | 0   | 0 |
| 2.   | Chorvatsko | 0 | 0 | 0  | 0  | 0 | 0  | 0  | 0   | 0 |
| 3.   | Austrálie  | 0 | 0 | 0  | 0  | 0 | 0  | 0  | 0   | 0 |
| 4.   | Španělsko  | 0 | 0 | 0  | 0  | 0 | 0  | 0  | 0   | 0 |
| 5.   | Čína       | 0 | 0 | 0  | 0  | 0 | 0  | 0  | 0   | 0 |
| 6.   | Izrael     | 0 | 0 | 0  | 0  | 0 | 0  | 0  | 0   | 0 |

## Skupina B
Turnaj se měl uskutečnit od 18. do 24. dubna 2021 v Reykjavíku.
| Tým         | Kvalifikace                                      |
| ----------- | ------------------------------------------------ |
| Belgie      | 6. místo v Divizi II - skupině A 2019 a sestup   |
| Island      | Pořadatel, 2. místo v Divizi II - skupině B 2019 |
| Nový Zéland | 3. místo v Divizi II - skupině B 2019            |
| Gruzie      | 4. místo v Divizi II - skupině B 2019            |
| Mexiko      | 5. místo v Divizi II - skupině B 2019            |
| Bulharsko   | 1. místo v Divizi III - skupině A 2019 a postup  |

### Výsledky
|  | Jeden tým postupující do skupiny A            |
|  | Jeden tým sestupující do skupiny A divize III |

### Tabulka
| Poř. | Tým         | Z | V | VP | PP | P | GV | GI | +/- | B |
| ---- | ----------- | - | - | -- | -- | - | -- | -- | --- | - |
| 1.   | Belgie      | 0 | 0 | 0  | 0  | 0 | 0  | 0  | 0   | 0 |
| 2.   | Island      | 0 | 0 | 0  | 0  | 0 | 0  | 0  | 0   | 0 |
| 3.   | Nový Zéland | 0 | 0 | 0  | 0  | 0 | 0  | 0  | 0   | 0 |
| 4.   | Gruzie      | 0 | 0 | 0  | 0  | 0 | 0  | 0  | 0   | 0 |
| 5.   | Mexiko      | 0 | 0 | 0  | 0  | 0 | 0  | 0  | 0   | 0 |
| 6.   | Bulharsko   | 0 | 0 | 0  | 0  | 0 | 0  | 0  | 0   | 0 |